# 朱川湊人
朱川 湊人（しゅかわ みなと、1963年1月7日 - ）は、日本の小説家。大阪府出身。

## 経歴
5歳の時に両親が離婚して以降は父と2人の兄と生活を共にし、9歳の時に足立区に引っ越す。東京都立淵江高等学校、慶應義塾大学文学部卒業。
小学生の頃から江戸川乱歩やシャーロック・ホームズシリーズなどを読んでいたが、中学生になると太宰治に憧れ、太宰を真似た作品を書き始める。そして高校3年生の時に放送局の公募文芸賞に応募して佳作に入選し、小説家を志す。大学時代も新人賞に応募するなどしていたが、大学卒業後は美術雑誌を発行する出版社に就職する。しかし夢を諦めきれず27歳の時に退社。結婚して娘や息子が生まれ、公務員の妻が働き自分は家で小説を書く生活を続けるが、新人賞は落選続きだった。しかし作風を変え、開き直ってホラー作品を執筆したところ、2002年に「フクロウ男」でオール讀物推理小説新人賞を受賞してデビュー。2003年に「白い部屋で月の歌を」で日本ホラー小説大賞短編賞を受賞した。
2005年、42歳の時に『花まんま』で直木賞受賞。
2006年、特撮・アニメ好きがきっかけで『ウルトラマンメビウス』の第32話「怪獣使いの遺産」他2本の脚本を手がけ、後に小説版『ウルトラマンメビウス アンデレスホリゾント』の執筆を担当した。

## 作風
昭和30年代から40年代の下町を舞台とした「ノスタルジックホラー」を得意とする。
『わくらば日記』の「わくらば」は、著者によると、病葉と書くとイメージが暗くなるので、敢えてひらがなにしたとのこと。

## 受賞歴
- 2002年 「フクロウ男」で第41回オール讀物推理小説新人賞を受賞。
- 2003年 「白い部屋で月の歌を」で日本ホラー小説大賞短編賞を受賞。
- 2005年 『花まんま』で第133回直木賞を受賞。

## 著書

### 小説

#### わくらばシリーズ
- わくらば日記（2005年12月 角川書店 / 2009年2月 角川文庫）
- わくらば追慕抄（2009年3月 角川書店 / 2011年9月 角川文庫）

#### 薄紅雪華紋様シリーズ
- 鏡の偽乙女 薄紅雪華紋様（2010年8月 集英社 / 2013年8月 集英社文庫）
  - 収録作品：墓場の傘 / 鏡の偽乙女 / 畸談みれいじゃ / 壺中の稲妻 / 夜の夢こそまこと
- 黒のコスモス少女団 薄紅雪華紋様（2015年10月 集英社）
  - 収録作品：鬼蜘蛛の讃美歌 / 汝、深淵をのぞくとき / 黒のコスモス少女団 / 幽鬼喰らい / 銀座狼々 / 白い薔薇と飛行船

#### 箱庭旅団シリーズ
- 箱庭旅団（2012年6月 PHP研究所 / 2015年7月 PHP文芸文庫）
  - 収録作品：旅に出ないか / ミッちゃんなんて、大キライ / オツベルと象と宇宙人 / 暗闇カラス丸 / 一冊図書館 / さきのぞきそば / 秋の雨 / クリスマスの犬 / 『Automatic』のない世界 / 夜歩き地蔵 / 神獣ハヤリスタリ / 藤田クンと高木クン / 黄昏ラッパ / 夕凪のころ / 七号室の秘密 / 月の沙漠
- 黄昏の旗 箱庭旅団（2013年10月 PHP研究所 / 2016年1月 PHP文芸文庫）
  - 収録作品：再び旅立つ友へ / 誰もゾウにはかなわない / ヴォッコ3710 / 市長選怪文書 / 運命の女、のような。 / 黄昏の旗 / 人間ボート、あるいは水平移動の夜 / 未来人のビストロ / ひとりぼっちのファニカ / 僕のおじさんはヒーロー / 時計のまち / 傷心の竜のための無伴奏バイオリンソナタ / 三十年前の夏休み / アタシたちのステキな家 / カムパネルラの水筒
- キミの名前 箱庭旅団（2014年12月 PHP研究所/2016年7月 PHP文芸文庫）
  - 収録作品：マミオ、地球を去る / シュシュと空きカバンの住人 / 俺と兄貴が火曜日に / 跨線橋の秋 / クリスマスの呪い / 鬼が来る正月 / よいち異聞 / さよなら、旅行者 / シュシュ、途方に暮れちゃって / バルル原理 / サトミを泣かせるな / 夢見王子 / ボブ論争 / キミの名前ーエピローグ

#### ノンシリーズ
- 都市伝説セピア（2003年9月 文藝春秋 / 2006年4月 文春文庫）

  - 収録作品：アイスマン / 昨日公園 / フクロウ男 / 死者恋 / 月の石
- 白い部屋で月の歌を（2003年11月 角川ホラー文庫）
  - 収録作品：白い部屋で月の歌を / 鉄柱（クロガネノミハシラ）
- さよならの空（2005年3月 角川書店 / 2012年7月 角川文庫）
- 花まんま（2005年4月 文藝春秋 / 2008年4月 文春文庫）
  - 収録作品：トカビの夜 / 妖精生物 / 摩訶不思議 / 花まんま / 送りん婆 / 凍蝶
- かたみ歌（2005年8月 新潮社 / 2008年2月 新潮文庫）- 連作短編集
  - 収録作品：紫陽花のころ / 夏の落とし文 / 栞の恋 / おんなごころ / ひかり猫 / 朱鷺色の兆 / 枯葉の天使
- 赤々煉恋（2006年7月 東京創元社 / 2010年1月 創元推理文庫）
  - 収録作品：死体写真師 / レイニー・エレーン / アタシの、いちばん、ほしいもの / 私はフランセス / いつか、静かの海に
- 水銀虫（2006年9月 集英社 / 2009年8月 集英社文庫）
  - 収録作品：枯れ葉の日 / しぐれの日 / はだれの日 / 虎落の日 / 薄氷の日 / 微熱の日 / 病猫の日
- いっぺんさん（2007年8月 実業之日本社 / 2009年7月 ジョイノベルズ / 2011年2月 文春文庫 /  2024年8月 実業之日本社文庫） - やまさき拓味作画で漫画化
  - 収録作品：いっぺんさん / コドモノクニ / 小さなふしぎ / 逆井水 / 蛇霊憑き / 山から来るもの / 磯幽霊 / 磯幽霊・それから（ジョイノベルズ版・文春文庫版・実業之日本社文庫版のみ） / 八十八姫 / 八十八姫の村（実業之日本社文庫版のみ）
- スメラギの国（2008年3月 文藝春秋 / 2010年9月 文春文庫）
- 本日、サービスデー（2009年1月 光文社 / 2011年11月 光文社文庫）
  - 収録作品：本日、サービスデー / 東京しあわせクラブ / あおぞら怪談 / 気合入門 / 蒼い岸辺にて
- あした咲く蕾（2009年8月 文藝春秋 / 2012年3月 文春文庫）
  - 収録作品：あした咲く蕾 / 雨つぶ通信 / カンカン軒怪異譚 / 空のひと / 虹とのら犬 / 湯呑の月 / 花、散ったあと
- 太陽の村（2010年2月 小学館 / 2012年10月 小学館文庫）
- 銀河に口笛（2010年3月 朝日新聞出版 / 2013年7月 角川文庫）
  - 収録作品：夏の終わりの青 / 秋は夢までも橙 / 紫は冬の夜明け / 春に紅が揺れて / 藍の涙と夏 / 黄色が歌う秋 / 冬の緑、そして虹 / 虹は、いつまでも虹[6]
- オルゴォル（2010年10月 講談社 / 2013年4月 講談社文庫）
- 遊星ハグルマ装置（2011年6月 日本経済新聞出版社） -  笹公人との共著
- 満月ケチャップライス（2012年10月 講談社 / 2015年5月 講談社文庫）
- サクラ秘密基地（2013年3月 文藝春秋 / 2015年9月 文春文庫）
  - 収録作品：サクラ秘密基地 / 飛行物体ルルー / コスモス書簡 / 黄昏アルバム / 月光シスターズ / スズメ鈴松
- なごり歌（2013年6月 新潮社 / 2015年11月 新潮文庫）[7]
  - 収録作品：遠くの友だち / 秋に来た男 / バタークリームと三億円 / レイラの研究 / ゆうらり飛行機 / 今は寂しい道 / そら色のマリア
- 月蝕楽園（2014年7月 双葉社 / 2017年8月 双葉文庫）
  - 収録作品：みつばち心中 / 噛む金魚 / 夢見た蜥蜴 / 眠れない猿 / 孔雀墜落
- 冥の水底（2014年10月 講談社 / 2017年11月 講談社文庫【上・下】）
- 無限のビィ（2015年3月 徳間書店 / 2018年5月 徳間文庫【上・下】）
- 今日からは、愛のひと（2015年6月 光文社 / 2017年12月 光文社文庫）
- わたしの宝石（2016年1月 文藝春秋 / 2019年1月 文春文庫）
  - 収録作品：さみしいマフラー / ポコタン・ザ・グレート / マンマル荘の思い出 / ボジョン、愛してる / 想い出のセレナーデ / 彼女の宝石
- 主夫のトモロー（2016年5月 NHK出版）
- 遊星小説（2016年10月 実業之日本社文庫）
  - 収録作品：夜光虫 / ゴメンナサイネ / 雨の世界 / 不都合な真実 / 蚊帳の外 / 果てしなき森 / 母さんの秘密 / メリィ・クリスマス / 暗号あそび / VALADA・GI / ラビラビ / あなたの、古い友だち / 玉手箱心中 / 赤い月 / 春だったね / ラビラビ、宇宙へ / ニセウルトラマン / 魔術師の天国 / 捕食電柱 / まぼろし観光ツアー / 僕らの移動教室 / 弟と鳥 / 不思議な、あの子 / 不都合な真実Z / パイプのけむり / 傷だらけのジン / 大銀河三秒戦争 / 子供部屋の海 / K氏の財布 / 冬の帰り道 / 秘恋 / ある黄昏に
- 私の幽霊 ニーチェ女史の常識外事件簿（2016年12月 実業之日本社 / 2019年10月 実業之日本社文庫）
- 幸せのプチ ――町の名は琥珀（2017年2月 日本経済新聞出版社）
  - 【改題】幸せのプチ（2020年4月 文春文庫）
- 狐と韃 知らぬ火文庫（2017年8月 光文社 / 2020年12月 光文社文庫）
  - 収録作品：サカズキという女 / 髑髏語り / 射千玉国 / 夜半の客 / 狐と韃 / 蛇よ、来たれ / 塵芥にあらず / 舎利菩薩
- アンドロメダの猫（2018年9月 双葉社 / 2022年1月 双葉文庫）
- スズメの事ム所 駆け出し探偵と下町の怪人たち（2019年7月 文藝春秋）
- 鬼棲むところ 知らぬ火文庫（2020年3月 光文社）
  - 収録作品：鬼一口 / 鬼の乳房 / 鬼、日輪を喰らう / 安義橋秘聞 / 松原の鬼 / 鬼棲むところ / 血舐め茨木 / 蓬萊の黄昏
- 時間色のリリィ（2021年5月 偕成社）
- 揚羽の夢 知らぬ火文庫（2022年6月 光文社）
  - 収録作品：泡沫草子 / 揚羽の夢 / 鵺と辻風 / 一二三ノ尼御前 / 餓鬼京 / 回天流転 / 波濤の揚羽 / 夢方丈
- 花のたましい（2025年3月 文藝春秋） - 映画『花まんま』のサイドストーリー
  - 収録作品：花のたましい / 百舌鳥乃宮十六夜詣 / アネキ台風 / 初恋忌

#### アンソロジー
「」内が朱川湊人の作品名
- ザ・ベストミステリーズ 2004 推理小説年鑑（2004年7月 講談社）「死者恋」
  - 【分冊・改題】犯人たちの部屋 ミステリー傑作選（2007年11月 講談社文庫）
- 異形コレクション29 黒い遊園地（2004年4月 光文社文庫）「よいこのくに」
- 短篇ベストコレクション 現代の小説2005（2005年6月 徳間文庫）「いっぺんさん」
- ザ・ベストミステリーズ 2005 推理小説年鑑（2005年7月 講談社）「虚空楽園」
  - 【分冊・改題】隠された鍵 ミステリー傑作選（2008年11月 講談社文庫）
- 短篇ベストコレクション 現代の小説2006（2006年6月 徳間文庫）「磯幽霊」
- 午前零時（2007年6月 新潮社）「夜、飛ぶもの」
  - 【分冊・改題】午前零時 P.S.昨日の私へ（2009年12月 新潮文庫）
- 不思議の足跡（2007年10月 光文社カッパ・ノベルス / 2011年4月 光文社文庫）「東京しあわせクラブ」
- 本からはじまる物語（2007年12月 メディアパル / 2022年3月 角川文庫）「読書家ロップ」
- きみが見つける物語 十代のための新名作 友情編（2008年8月 角川文庫）「いっぺんさん」
- あなたに、大切な香りの記憶はありますか？（2008年10月 文藝春秋 / 2011年10月 文春文庫）「いちば童子」
- 二十の悪夢 角川ホラー文庫創刊20周年記念アンソロジー（2013年10月 角川ホラー文庫）「生まれて生きて、死んで呪って」
- 奇想博物館（2013年12月 光文社 / 2017年5月 光文社文庫）「遠い夏の記憶」
- 憑きびと 「読楽」ホラー小説アンソロジー（2016年2月 徳間文庫）「お正月奇談」
- 妖し（2019年12月 文春文庫）「フクライ駅から」

### エッセイ
- 超魔球スッポぬけ！（2007年4月 幻冬舎 / 2010年10月 幻冬舎文庫）
- ミステリーの書き方（2010年11月 幻冬舎 / 2015年10月 幻冬舎文庫）※執筆作法「真ん中でブン投げろっ！」
- 日本の作家60人 太鼓判！のお取り寄せ（2011年6月 講談社）※エッセイアンソロジー「ヨシカミのハヤシライスの具」
- 作家の履歴書 21人の人気作家が語るプロになるための方法（2014年2月 KADOKAWA / 2016年4月 角川文庫）※エッセイアンソロジー
- 直木賞受賞エッセイ集成（2014年4月 文藝春秋）※エッセイアンソロジー「あのカバンの意味を探して」
- 居心地のいい場所へ 随筆集 あなたの暮らしを教えてください3（2023年5月 暮しの手帖社）※エッセイアンソロジー「ウルトラマンの贈り物」
- 日本ホラー小説大賞《短編賞》集成1（2023年11月 角川ホラー文庫）「白い部屋で月の歌を」

### ノベライズ
- ウルトラマンメビウス アンデレスホリゾント（2009年12月 光文社 / 2013年12月 光文社文庫）

## 脚本
- ウルトラマンメビウス（2006年）
  - 第32話「怪獣使いの遺産」 /  第39話「無敵のママ」 /  第40話「ひとりの楽園」

## メディア・ミックス

### テレビドラマ
フジテレビ
- 世にも奇妙な物語シリーズ 
  - 世にも奇妙な物語 秋の特別編「昨日公園」（2006年10月2日、主演：堂本光一）
  - 世にも奇妙な物語 20周年スペシャル・秋 〜人気作家競演編〜「栞の恋」（2010年10月4日、主演：堀北真希）
  - 世にも奇妙な物語
25周年記念!秋の2週連続SP 傑作復活編「昨日公園」（2015年11月21日、主演：有村架純）
  - 世にも奇妙な物語 '18秋の特別編「クリスマスの怪物」（2018年11月10日、主演：川栄李奈、原作：薄氷の日『水銀虫』所収）

WOWOW
- ドラマW
  - 都市伝説セピア（2009年7月26日）

  1. フクロウ男（主演：成宮寛貴）
  2. アイスマン（主演：入江甚儀）
  3. 死者恋（主演：原沙知絵）

### ラジオドラマ
- 鏡の偽乙女（2011年6月20日 - 7月1日、全10回、NHK-FM青春アドベンチャー、主演：草野康太、原作：鏡の偽乙女 薄紅雪華紋様）

### 映画
- 赤々煉恋（2013年12月21日公開、配給：アイエス・フィールド、主演：土屋太鳳、原作：アタシの、いちばん、ほしいもの『赤々煉恋』所収）
- 花まんま（2025年4月25日公開、配給：東映、主演：鈴木亮平）[8][9]